# Поцелуй (картина Мунка)
«Поцелуй» (норв. Kyss) — серия картин норвежского художника-экспрессиониста Эдварда Мунка. Наиболее ранние варианты относятся к началу 1890-x годов, однако наиболее известна версия 1897 года, выставлявшаяся как часть цикла «Фриз жизни».

## Описание
На картине «Поцелуй» изображена пара в потёмках, лишь полоска дневного света пробивается через окно, которое по большей части закрыто занавеской. Они обнимаются, словно сливаясь в одно целое, их лица представляют собой единую невыразительную форму. Искусствовед Роберта Смит отмечает, что Мунк отдавал предпочтение «длинным, несколько нечётким мазкам, которые были скорее запятнаны, чем нарисованы».
Картина очень схожа (хотя и проще) на другую его работу на ту же тему, созданную Мунком в тот же период.

## История

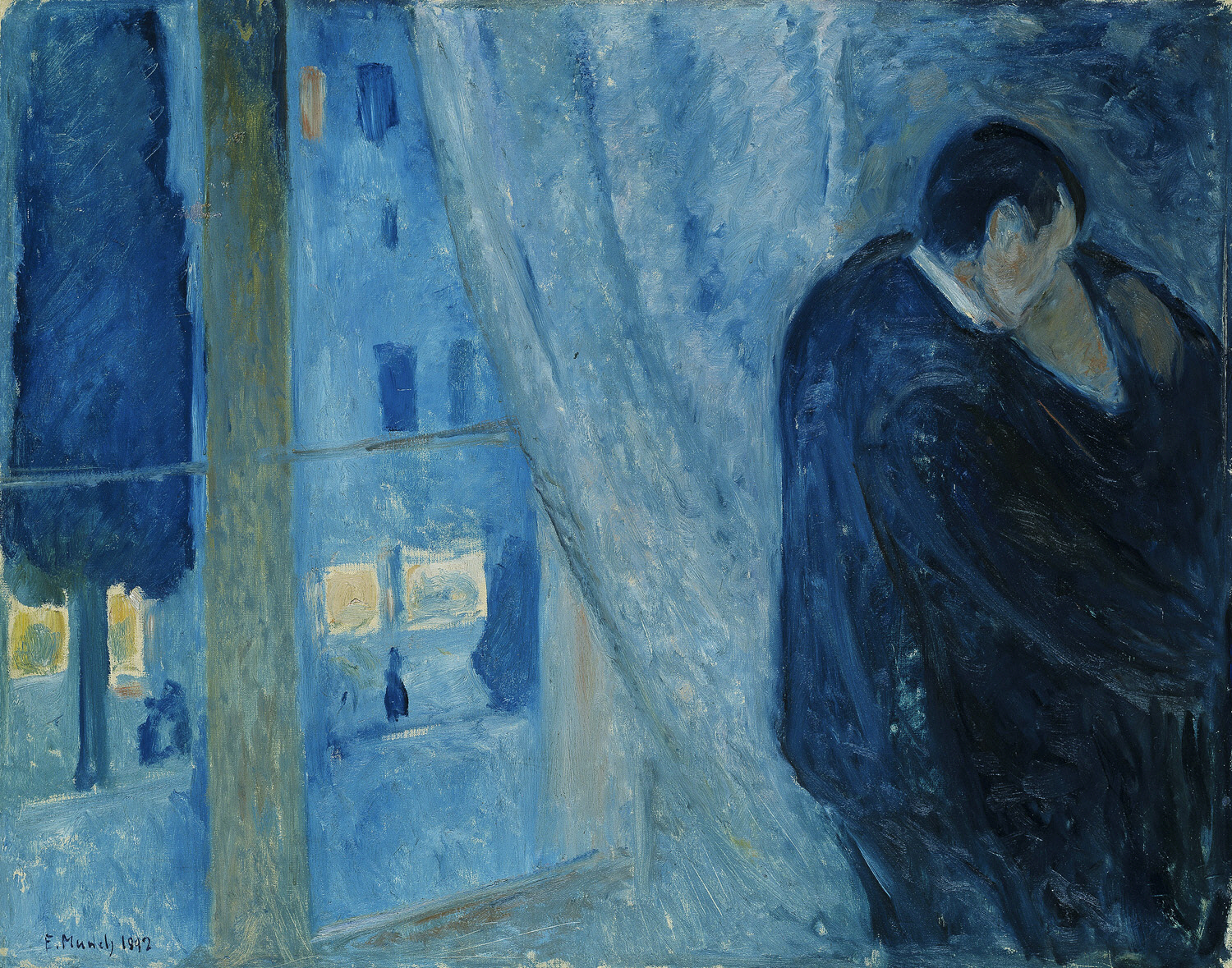
«Поцелуй у окна» (1892), более ранняя реализация мотива «поцелуя» у Мунка

Норвежскому художнику-символисту Эдварду Мунку (1863–1944) в своей жизни приходилось справляться с различными невзгодами: болезнями, психическими расстройствами и потерей близких. У него были сложные отношения со строгим и чрезвычайно религиозным отцом. Мунк страдал от неудач в любви и слабого здоровья, что вызывало у него приступы меланхолии. Мунк стал алкоголиком и никогда не был женат. Всё это оказывало сильное влияние на его творчество и эмоциональное составляющее его картин. «Большинство фигур Мунка, — пишет Роберта Смит, — не безумны, но парализованы чувствами горя, ревности, страстей или отчаяния размером с океан, которые многих людей шокировали либо своим эротизмом и грубым стилем, либо намёками на психическую нестабильность». Несмотря на то, что с одной стороны его картины шокируют, с другой они отличаются эмоциональной честностью и целостностью, что делает их волнующими.
Мунк экспериментировал с мотивом целующейся пары как в живописи, так и в гравюре на дереве ещё в 1888–1889 годах. В этих многочисленных произведениях  прослеживается контраст между миром внутри и снаружи комнаты, в которой находится пара. Внешний мир кажется ярким и живым, тогда как интерьер комнаты находится вне времени, а пара застыла в объятиях. Абстрактная форма пары, в которой два лица кажутся слитыми воедино, указывает на их чувство принадлежности друг другу и единения. В более поздних работах с мотивом поцелуя  объединяются не только лица, но и тела целующихся. Произведения с мотивом поцелуя являются частью цикла Мунка «Фриз жизни», над которым он работал более 30 лет. Эта серия изображает этапы отношений между мужчиной и женщиной, которые Мунк называл «битвой между мужчинами и женщинами, которая называется любовью».
Картина Мунка вдохновила молодого Густава Вигеланна на скульптуру под названием «Склонённые».

## Анализ

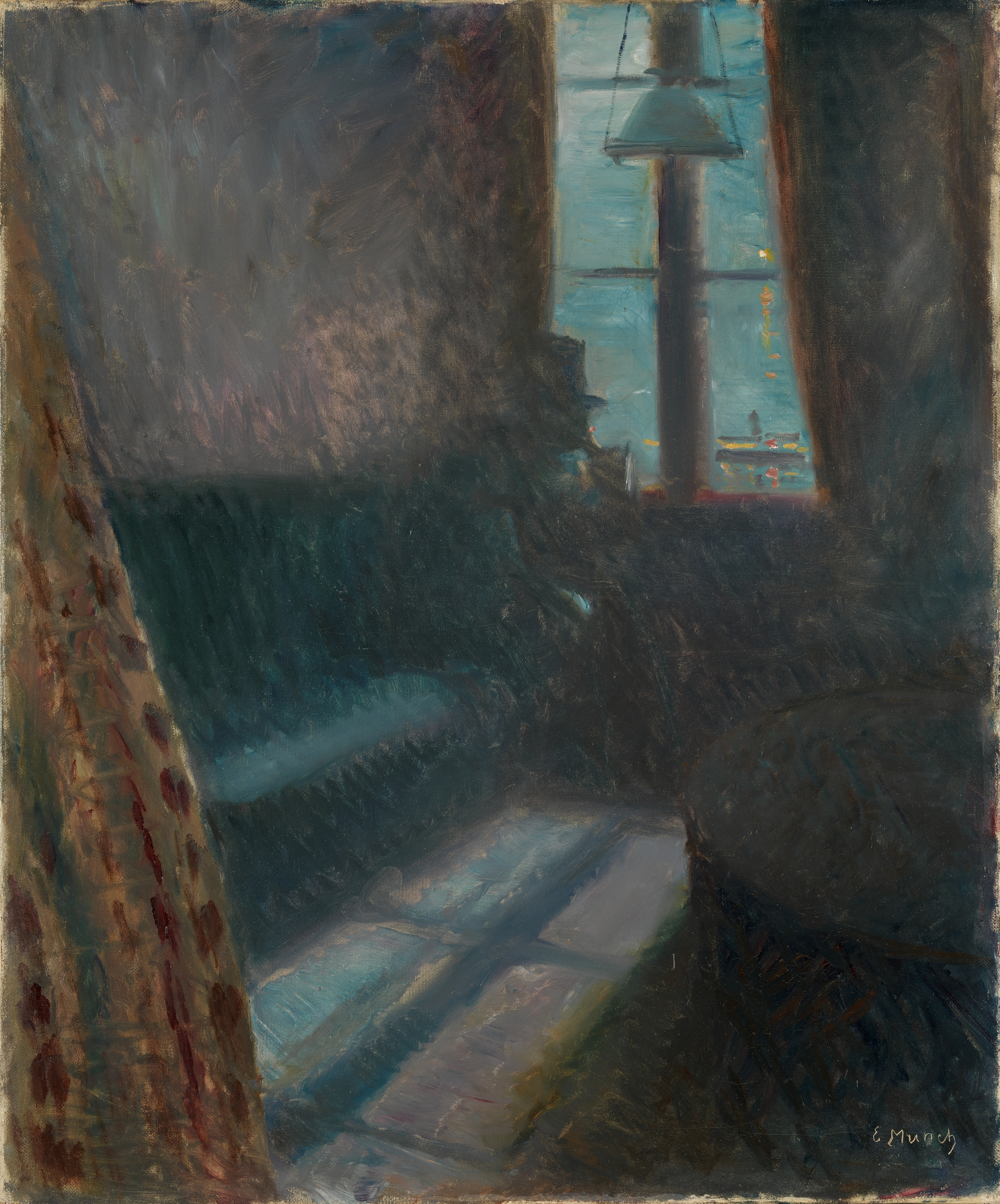
«Ночь в Сен-Клу» (1890)

Согласно Музею современного искусства в Нью-Йорке, мрачная атмосфера «Поцелуя» отражает двойственное отношение Мунка к романтике. На картине 1897 года искусствовед Райнхольд Хеллер полагает «практически невозможным» разделить две фигуры, особенно в том месте, где их лица соприкасаются и сливаются воедино. По его мнению изображение влюблённых символизирует их единство и в то же время угрожает им «потерей своей индивидуальности, собственному существованию и идентичности», что служит аллюзией на смерть.
Писатель Станислав Пшибышевский (1868–1927) скептически отнёсся к сросшимся лицам, сравнив их с «гигантским ухом … оглохшим от экстаза крови». Писатель Август Стриндберг (1849–1912) высказал похожее мнение, написав, что пара представляется «слиянием двух существ, из которых меньшее в форме карпа, кажется, готово поглотить большее».
Из-за сходства комнаты в «Поцелуе» с комнатой Мунка, представленной в «Ночи в Сен-Клу», искусствовед Ульрих Бишофф считает, что первая картина имеет автобиографическое происхождение.

## Провенанс
«Поцелуй» демонстрировался в 1903 году на выставке Мунка «Пробуждение любви» вместе с копией его «Мадонны». Ныне картина входит в собрание музея Мунка в Осло, посвящённого художнику и его работам.

## Галерея

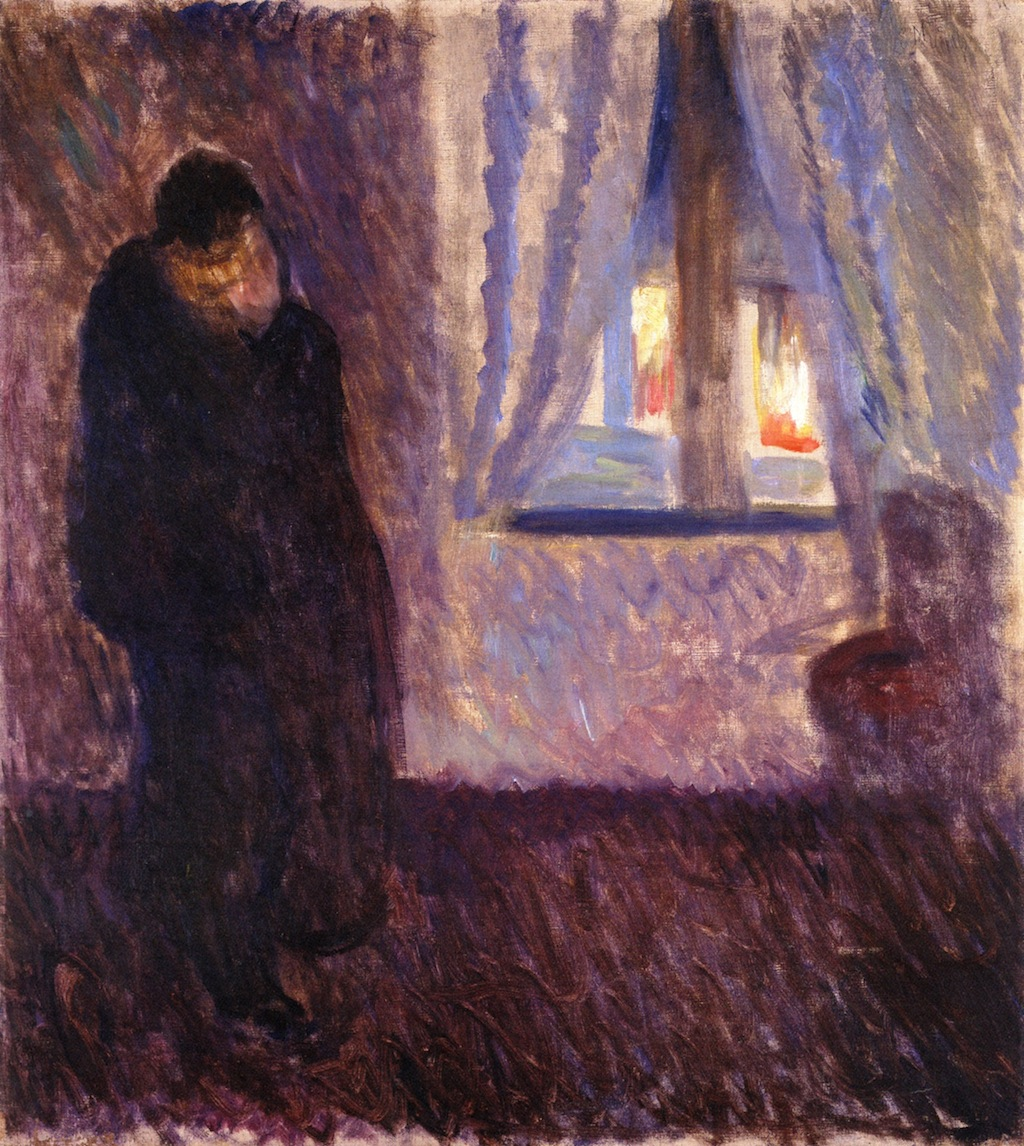
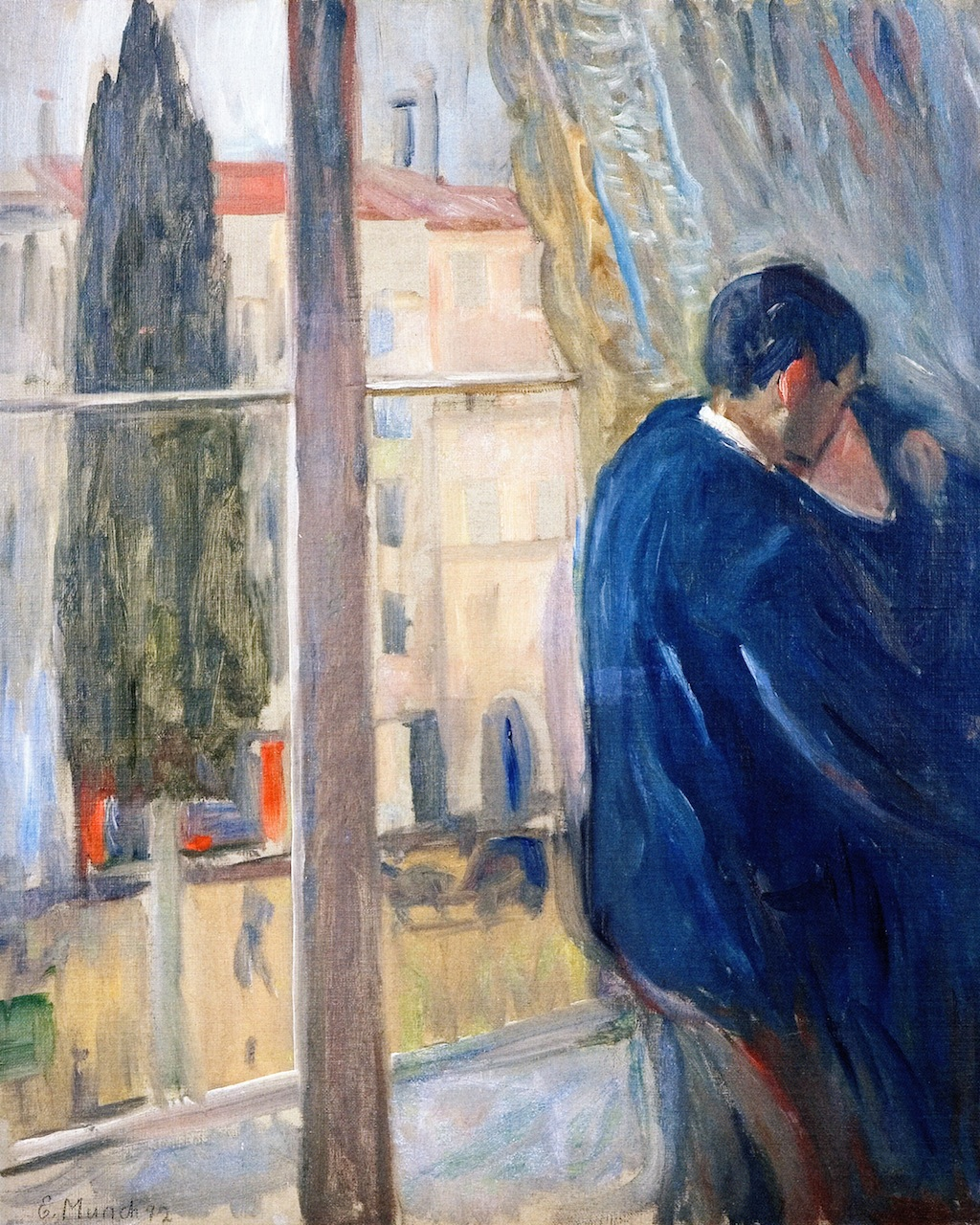
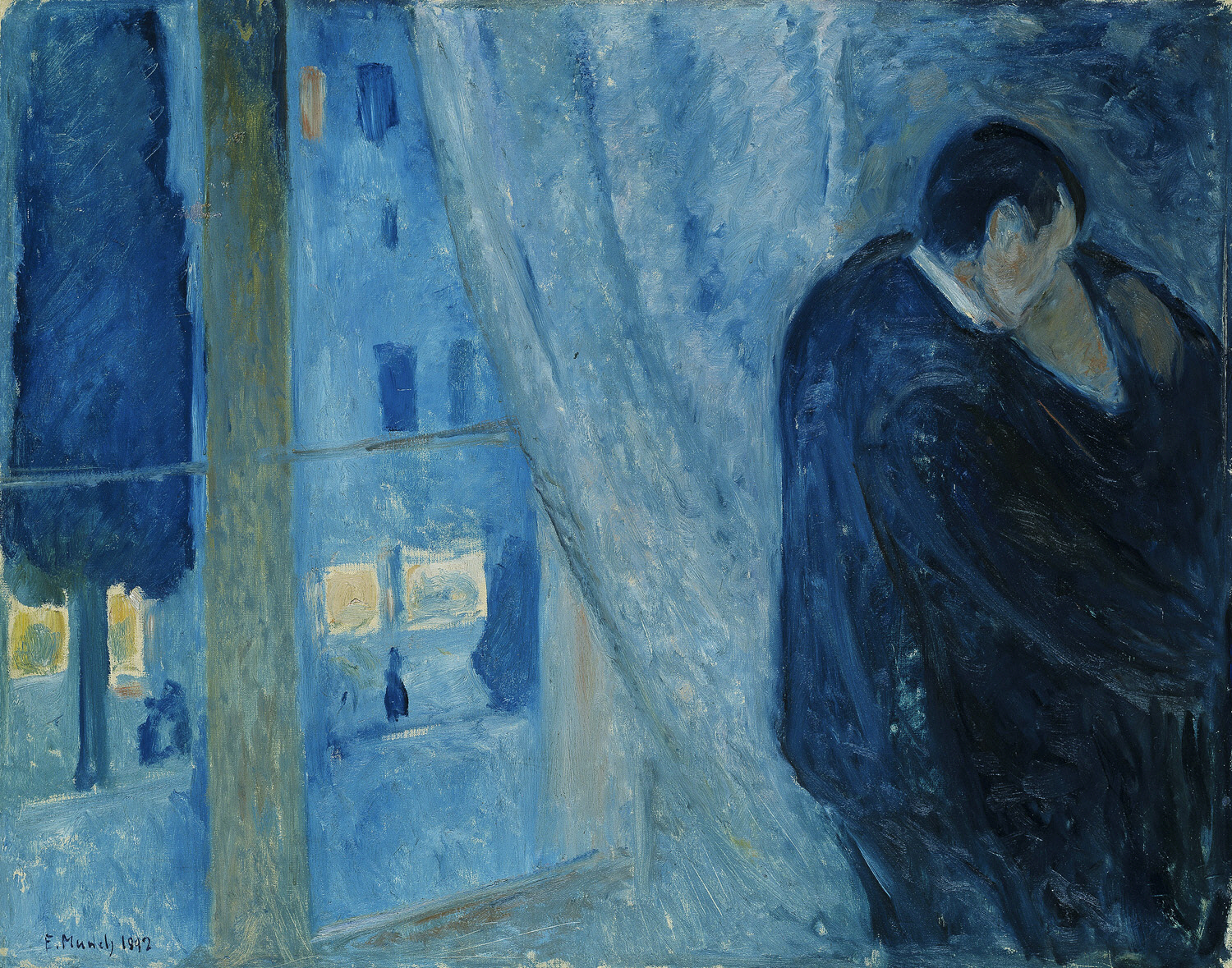
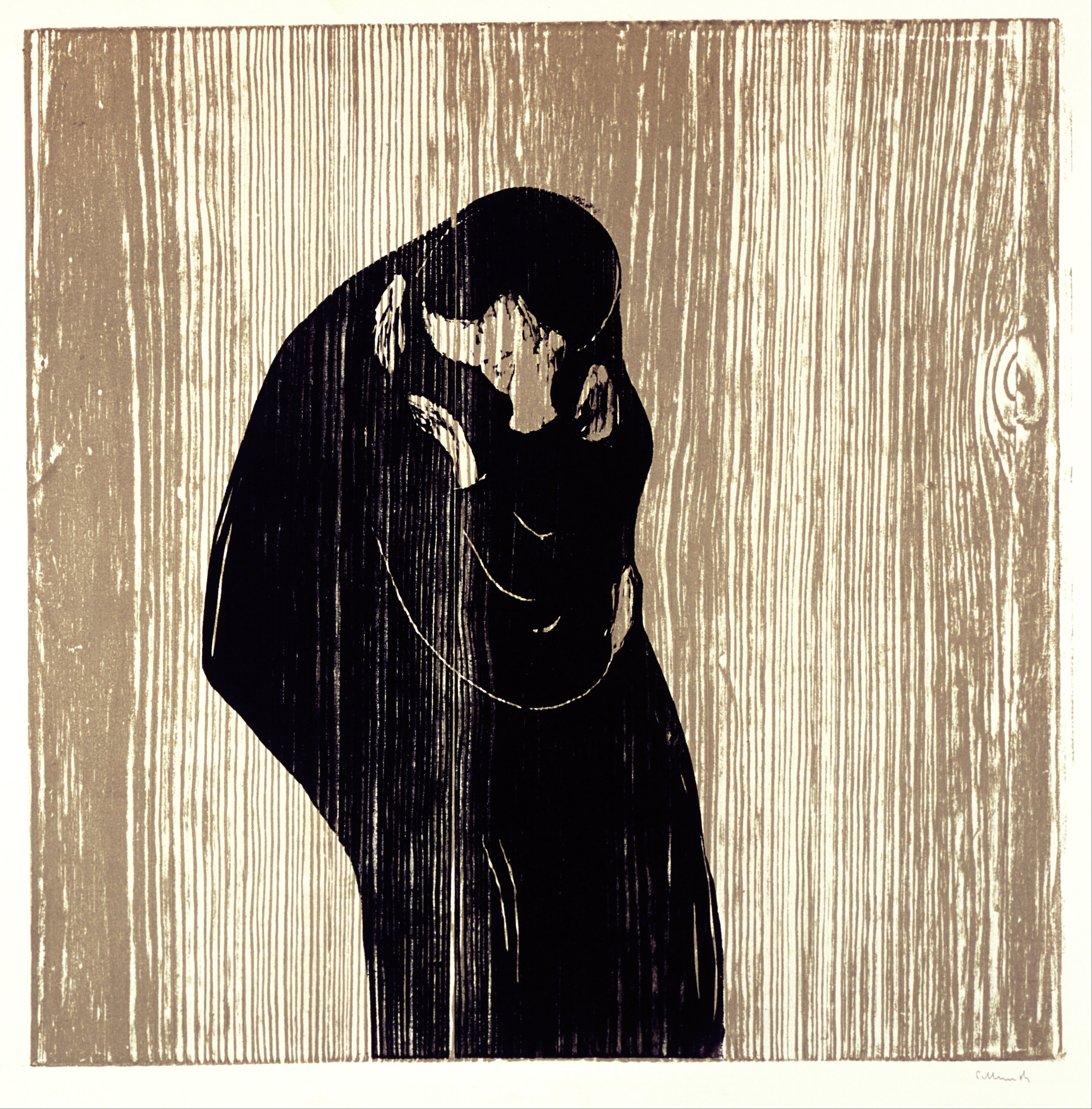